# Кістки (1 сезон)
Перший сезон американського детективного телесеріалу «Кістки» про роботу судового антрополога з ФБР з Емілі Дешанель і Девід Бореаназом в головних ролях. Перший сезон, прем'єра якого відбулася на каналі Fox 13 вересня 2005 року, а заключна серія вийшла 17 травня 2006 року, складається з 22 епізодів.

## В ролях

### Основний склад
- Емілі Дешанель — доктор Темперанс «Кістка» Бреннан
- Девід Бореаназ — спеціальний агент Сілі Бут
- Мікаела Конлін — Енджела Монтенегро
- Ерік Міллеган — Зак Едді
- Томас Джозеф Тайн — доктор Джек Годжинс
- Джонатан Адамс — доктор Деніел Гудман

### Другорядний склад
- Джон М. Джексон — заступник директора ФБР Сем Каллен
- Heavy D — Сід Шапіро
- Кріс Коннер — Оливер Лорье
- Патріция Белчер — Керолайн Джуліан
- Лорен Дін — Расс Бреннан
- Гіт Фріман — Говард Еппс
- Біллі Гіббонс — батько Енджели
- Тай Паніц — Паркер Бут

## Епізоди
| № серії (загалом) | № серії (в сезоні) | Назва серії                                               | Режисер(и)              | Сценарист(и)                    | Оригінальна дата показу | Код серії | Глядачів в США (млн) |
| ----------------- | ------------------ | --------------------------------------------------------- | ----------------------- | ------------------------------- | ----------------------- | --------- | -------------------- |
| 1                 | 1                  | «Pilot» «Пілотний епізод»                                 | Грег Яйтанс             | Гарт Генсон                     | 13 вересня 2005         | 1AKY79    | 10,79                |
| 2                 | 2                  | «The Man in the S.U.V.» « Людина в позашляховику»         | Аллан Крокер            | Стефан Нейтан                   | 20 вересня 2005         | 1AKY02    | 7,39                 |
| 3                 | 3                  | «A Boy in a Tree» «Хлопчик на дереві»                     | Патрик Норрис           | Харт Хэнсон                     | 27 вересня 2005         | 1AKY01    | 7,87                 |
| 4                 | 4                  | «The Man in the Bear» « Людина в ведмеді»                 | Аллан Крокер            | Лора Уолнер                     | 1 листопада 2005        | 1AKY04    | 7,99                 |
| 5                 | 5                  | «A Boy in a Bush» « Хлопчик в кущах »                     | Хесус Сальвадор Тревіно | Стів Блекман і Грег Белл        | 8 листопада 2005        | 1AKY05    | 6,86                 |
| 6                 | 6                  | «The Man in the Wall» «Людина у стіні»                    | Таунія Маккірнан        | Елізабет Бенджамін              | 15 листопада 2005       | 1AKY06    | 8,84                 |
| 7                 | 7                  | «A Man on Death Row» «Смертник»                           | Девід Г'ю Джонс         | Ноа Хоулі                       | 22 листопада 2005       | 1AKY03    | 7,25                 |
| 8                 | 8                  | «The Girl in the Fridge» «Дівчина в холодильнику.»        | Сэнфорд Букстевер       | Дана Кон                        | 29 листопада 2005       | 1AKY07    | 7,64                 |
| 9                 | 9                  | «The Man in the Fallout Shelter» «Чоловік в бомбосховищі» | Грег Яйтанс             | Харт Хенсон                     | 13 грудня 2005          | 1AKY08    | 7,12                 |
| 10                | 10                 | «The Woman at the Airport» «Жінкаа в аеропорту»           | Грег Яйтанс             | Тереза Лін                      | 25 грудня 2005          | 1AKY10    | 11,37                |
| 11                | 11                 | «The Woman in the Car» «Жінка в машині.»                  | Дуайт Літтл             | Ноа Хоулі                       | 1 лютого 2006           | 1AKY09    | 12,64                |
| 12                | 12                 | «The Superhero in the Alley» «Супергерой в провулку»      | Джеймс Уітмор мол.      | Елізабет Бенджамін              | 8 лютого 2006           | 1AKY12    | 11,91                |
| 13                | 13                 | «The Woman in the Garden» «Жінка в саду»                  | Сенфорд Букстевер       | Лора Уолнер                     | 15 лютого 2006          | 1AKY13    | 11,87                |
| 14                | 14                 | «The Man on the Fairway» «Мужчина на полі для гольфу»     | Тоні Варнбі             | Стів Блекмен                    | 8 березня 2006          | 1AKY14    | 11,82                |
| 15                | 15                 | «Two Bodies in the Lab» «Два тіла в лабораторії»          | Аллан Крокер            | Стефан Нейтан                   | 15 березня 2006         | 1AKY15    | 12,07                |
| 16                | 16                 | «The Woman in the Tunnel» «Жінка в тунелі»                | Джо Наполітано          | Грег Белл и Стів Блекмен        | 22 березня 2006         | 1AKY11    | 11,14                |
| 17                | 17                 | «The Skull in the Desert» «Череп в пустелі»               | Донна Дейтч             | Джефф Рейк                      | 29 березня 2006         | 1AKY17    | 11,24                |
| 18                | 18                 | «The Man with the Bone» «Мужчина с кісткою»               | Хесус Сальвадор Тревіно | Крейг Сільверстейн              | 5 квітня 2006           | 1AKY16    | 10,14                |
| 19                | 19                 | «The Man in the Morgue» «Мужчина в морзі»                 | Джеймс Уітмор мол.      | Ноа Хоулі та Елізабет Бенджамін | 19 квітня 2006          | 1AKY18    | 10,28                |
| 20                | 20                 | «The Graft in the Girl» «Трансплантат в дівчинці»         | Сэнфорд Букстевер       | Лора Уолнер и Грег Белл         | 26 квітня 2006          | 1AKY19    | 10,33                |
| 21                | 21                 | «The Soldier on the Grave» «Солдат на могилі»             | Джонатан Понтелл        | Стефан Нейтан                   | 10 травня 2006          | 1AKY20    | 9,50                 |
| 22                | 22                 | «The Woman in Limbo» «Жінка в лімбі»                      | Хесус Сальвадор Тревіно | Харт Хенсон                     | 17 травня 2006          | 1AKY21    | 9,07                 |